# Глибокий (Кам'янський район)
Глибокий (колишня назва — Глибока) — селище міського типу в Ростовській області Росії. Адміністративний центр Кам'янського району й Глибокинського міського поселення.
Селище засновано 1871 року за будівництва залізниці Воронеж — Ростов-на-Дону.
Населення — 9880 осіб (2010 рік).

## Географія
Площа селища — 4,40 км². Селище положене на лівому березі правої притоки Сіверського Дінцю річки Глибокої; поділено на західну й східну частину залізницею. На сході селища проходить федеральна траса М4 «Дон».
В 1,5 км від селища проходить мальовничий ланцюг пагорбів. Довкола розташовано декілька хуторів, що є своєрідними передмістями — Березовий, Астахов, Уривський, Верхній й Нижній Пиховкин, Кам'яногор'я, Круті Гірки.

## Історія

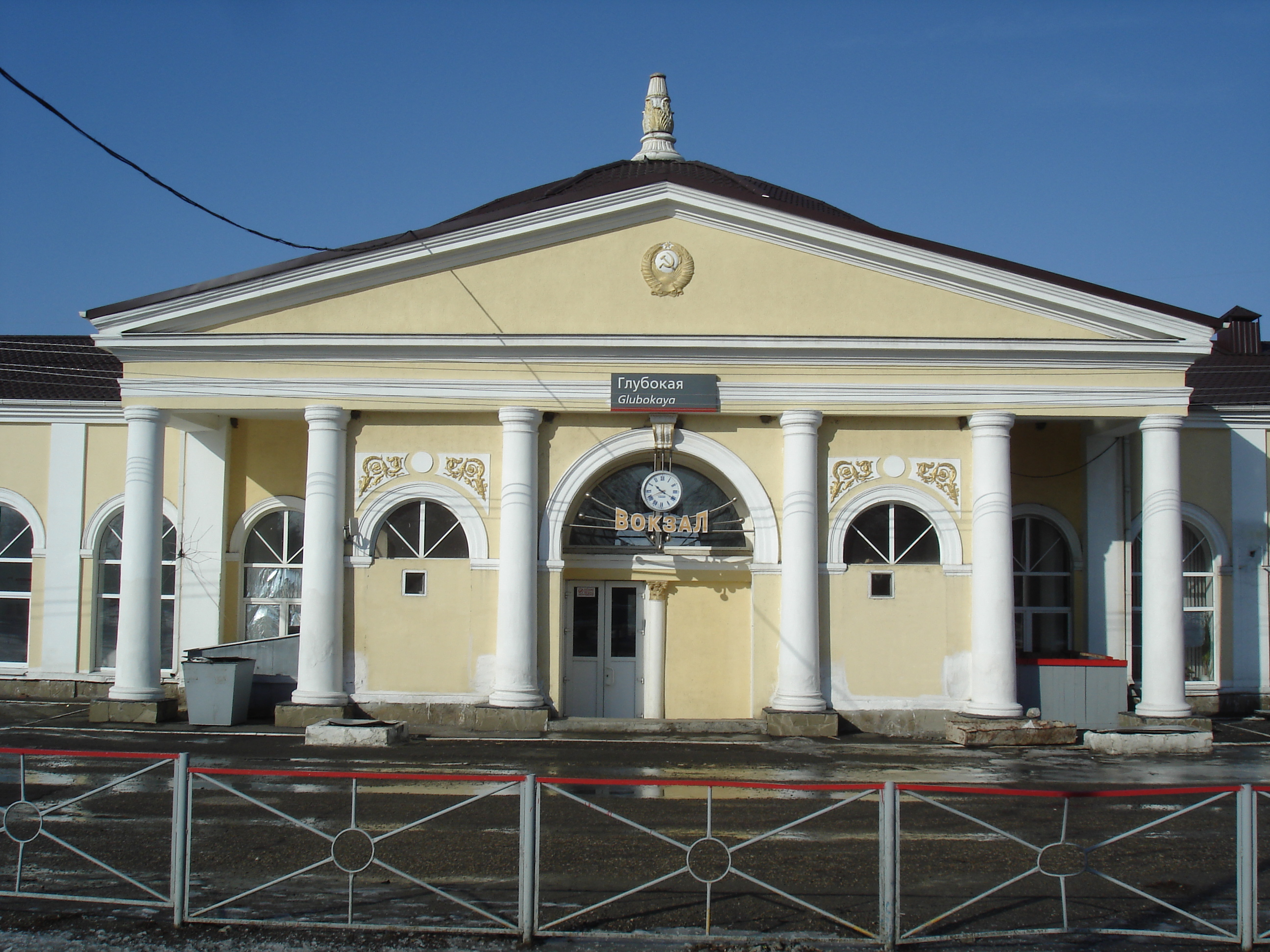
Вид на залізничний вокзал з привокзальної площі

На поштовій станції близько майбутнього селища в 19 сторіччі зупинялися Олександр Пушкін, Михайло Лермонтов, які пересувалися на Кавказ. У 1854 році молодий офіцер й письменник-початківець Лев Толстой потрапив в районі Глибокого у сильний буревій. Наслідком цього стало написане ним оповідання «Заметіль».
Вже на початку 20 сторіччя Глибока стала найбільшою станцією Південно-Східної залізниці. Тут розташовувалося локомотивне депо на 4 паровози, водокачка. Курсував приміський поїзд до станиці Кам'янська. При станції були склади, ринок, млини, хлібні ссипки. Козацького населення в селищі було мало — землі коло Глибокого вважалися «гиблими» для землеробства.
За німецько-радянської війни селище було звільнено від німецьких військ радянською армією в результаті операції «Малий Сатурн» у січні 1943 року. 14 січня в селище увійшли танкісти танкової групи майора Тягунова (56-я мотострілецька бригада 23-го танкового корпусу). Командиром мотострілецької бригади був Яків Миколайович Колотько, що загинув при наступі на Кам'янськ-Шахтинський й був похований у Глибокому.
Влітку 1955 року при пілотуванні в зоні в районі селища Глибокого Герой Радянського Союзу, підполковник Олексій Кривонос з інструктором, заступником командира авіаескадрильї по політчастині, порушили завдання й, проходячи на бриючому польоті вздовж вулиці, зачепилися за дах одного будинку лівої площиною й знесли ще кілька будинків. В результаті загинули самі пілоти й кілька мешканців селища.
В кінці XX сторіччя локомотивне депо було закрито через нерентабельність. В селищі був цегельний завод, що виробляв червону цеглу. Завод припинив свою роботу і поступово був зруйнований.
Населення селища поступово зменшується, протягом двох десятиріч смертність перевищує народжуваність. В Глибокому є 3 житлових п'ятиповерхових будинки й 1 недобудований (т. з. Мікрорайон) та один чотириповерховий багатоквартирний будинок й безліч двоповерхових будинків.
Раніше річка Глибока була в поганому екологічному стані — водойма міліла, муляка забивала чисті джерела. У жовтні 2009 року побудована нова гребля, вода потроху почала прибувати. Однак на початку 2011 року на річці відбулася чергова екологічна катастрофа, що викликала мор риби, жаб і бобрів.

## Господарство

### Підприємства
- Глубокинський цегельний завод, що входить у будівельний холдинг «ТИБЛ-Груп»,
- маслопереробний завод,
- харчовий комбінат,
- сільгоспкомплекс «Російська свинина».

### Транспорт
Селище Глибокий має вигідне економіко-географічне положення. Населений пункт перетинають федеральна траса М4 «Дон» й залізниця. На станції Глибока Північно-Кавказької залізниці зупиняються приміські потяги сполученням Чортково — Глибока — Лиха — Ростов-на-Дону.
Автобусними маршрутами селище пов'язаний з обласним центром Ростовом-на-Дону, Кам'янськом-Шахтинським, Новочеркаськом, Воронежем, Москвою.

## Соціальна сфера

### Медицина
МБУЗ Кам'янського району «Центральна районна лікарня», включає в свою структуру стаціонар на 170 ліжок (відділення: терапевтичне, педіатричне, хірургічне, гінекологічне, відділення анестезіології-реаніматології), поліклініку (з денним терапевтичним стаціонаром на 10 ліжок) та відділення швидкої медичної допомоги.

### Освіта
У селищі Глибока є:
- Глибокінська козача школа № 1
- Глибокінська середня загальноосвітня школа № 32
- дитячий садок № 1 «Топольок»
- Центр розвитку дитини — дитячий садок першої категорії № 2 «Світлячок»
- дитячий садок № 15 «Колобок»
- «Дитяча школа мистецтв» р.п. Глибокий Кам'янського району
- Дитячо-юнацька спортивна школа «Олімп» Кам'янського району
- Будинок дитячої творчості Кам'янського району

### Культура і спорт
Районний Будинок культури і клубні установи
2 бібліотеки.
стадіон «Локомотив».

## Пам'ятки
У селищі розташовані:
- пам'ятник В. І. Леніну (на Центральній площі);
- пам'ятник загиблим залізничникам (на Привокзальній площі);
- меморіальний комплекс загиблим у Великій Вітчизняній війні (крім обеліска, Вічного Вогню та братських могил) включає в себе: гвинт від літака Героя Радянського Союзу О. Іванова і один з небагатьох збережених легких танків Т-60);
- могила Героя Радянського Союзу О. Іванова на кладовищі на Московській вулиці;
- церква Пантелеймона Цілителя

## Відомі уродженці
- Чєрнєцов Василь Михайлович — російський воєначальник, учасник Білого руху на Півдні Росії.

## Фотогалерея

Виды поселка, 2014 год
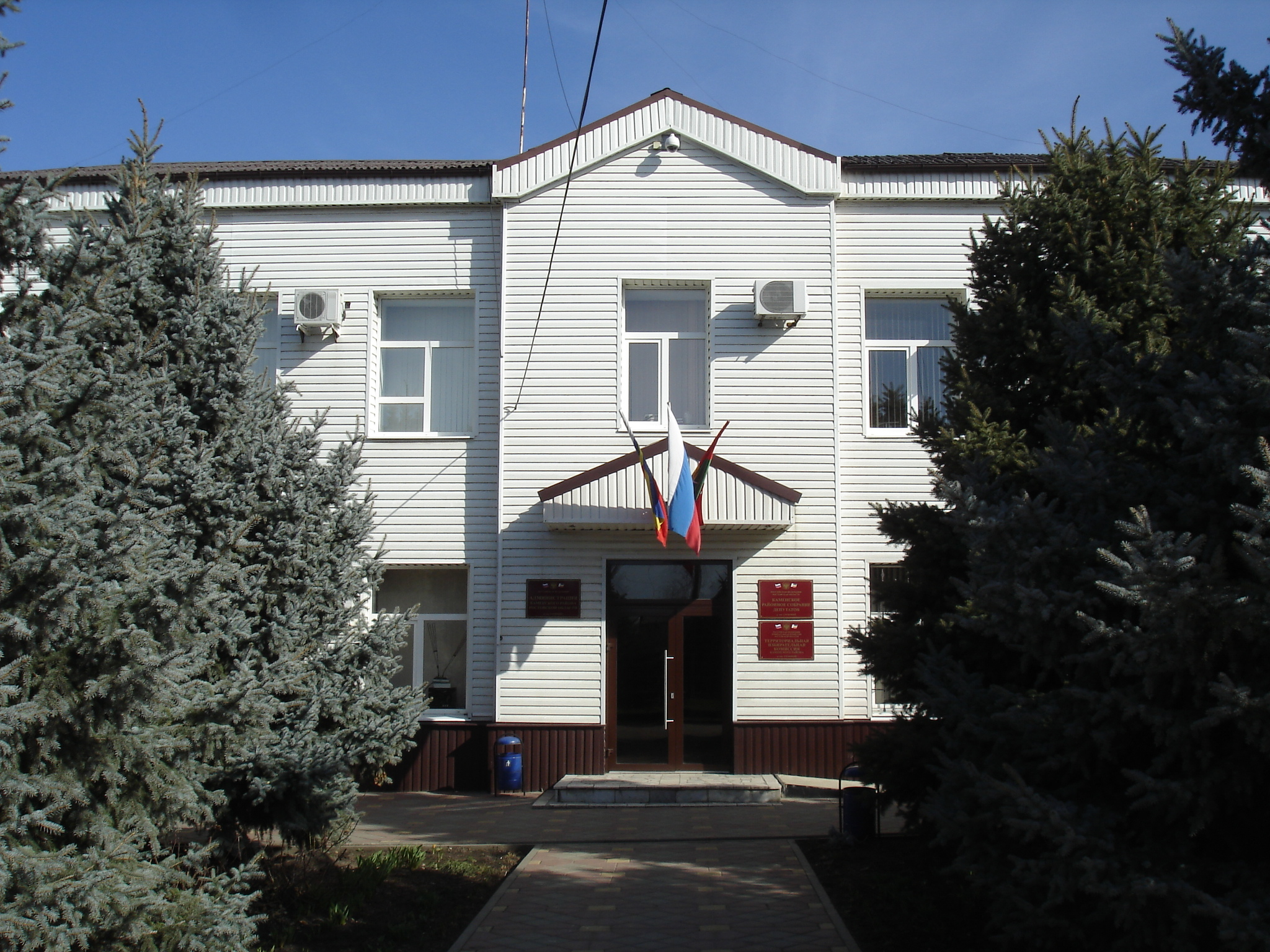
Адміністрація району
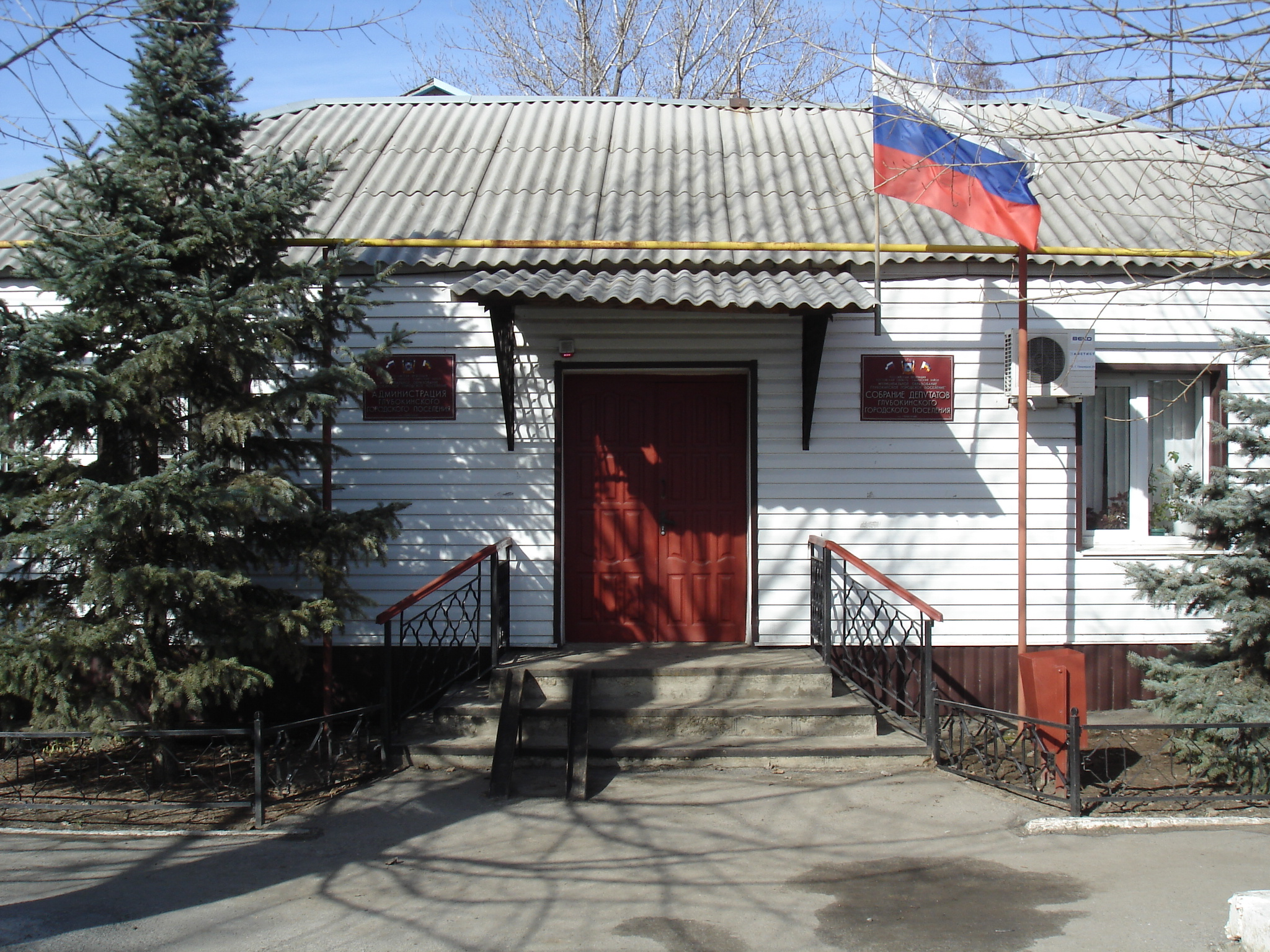
Адміністрація поселення